# Polleniopsis nepalica
Polleniopsis nepalica är en tvåvingeart som beskrevs av Hiromu Kurahashi 1992. Polleniopsis nepalica ingår i släktet Polleniopsis och familjen spyflugor.
Artens utbredningsområde är Nepal. Inga underarter finns listade i Catalogue of Life.